# Loisy (Meurthe i Mosel·la)
Loisy és un municipi francès situat al departament de Meurthe i Mosel·la i a la regió del Gran Est. L'any 2007 tenia 327 habitants.

## Demografia

### Població
El 2007 la població de fet de Loisy era de 327 persones. Hi havia 126 famílies, de les quals 24 eren unipersonals (8 homes vivint sols i 16 dones vivint soles), 41 parelles sense fills, 57 parelles amb fills i 4 famílies monoparentals amb fills.
La població ha evolucionat segons el següent gràfic:
Habitants censats

### Habitatges
El 2007 hi havia 134 habitatges, 127 eren l'habitatge principal de la família, 3 eren segones residències i 4 estaven desocupats. 128 eren cases i 6 eren apartaments. Dels 127 habitatges principals, 105 estaven ocupats pels seus propietaris, 16 estaven llogats i ocupats pels llogaters i 5 estaven cedits a títol gratuït; 1 tenia dues cambres, 10 en tenien tres, 17 en tenien quatre i 98 en tenien cinc o més. 106 habitatges disposaven pel capbaix d'una plaça de pàrquing. A 54 habitatges hi havia un automòbil i a 62 n'hi havia dos o més.

### Piràmide de població
La piràmide de població per edats i sexe el 2009 era:
| Homes | Edats   | Dones |
| ----- | ------- | ----- |
| 0     | 95 o +  | 0     |
| 0     | 90 a 94 | 0     |
| 0     | 85 a 89 | 8     |
| 0     | 80 a 84 | 0     |
| 4     | 75 a 79 | 0     |
| 0     | 70 a 74 | 16    |
| 4     | 65 a 69 | 4     |
| 8     | 60 a 64 | 8     |
| 4     | 55 a 59 | 0     |
| 16    | 50 a 54 | 16    |
| 16    | 45 a 49 | 12    |
| 4     | 40 a 44 | 20    |
| 28    | 35 a 39 | 8     |
| 12    | 30 a 34 | 8     |
| 24    | 25 a 29 | 16    |
| 12    | 20 a 24 | 4     |
| 12    | 15 a 19 | 0     |
| 24    | 10 a 14 | 16    |
| 12    | 5 a 9   | 12    |
| 4     | 0 a 4   | 4     |

## Economia
El 2007 la població en edat de treballar era de 221 persones, 161 eren actives i 60 eren inactives. De les 161 persones actives 150 estaven ocupades (84 homes i 66 dones) i 10 estaven aturades (3 homes i 7 dones). De les 60 persones inactives 27 estaven jubilades, 18 estaven estudiant i 15 estaven classificades com a «altres inactius».

### Ingressos
El 2009 a Loisy hi havia 123 unitats fiscals que integraven 335 persones, la mediana anual d'ingressos fiscals per persona era de 18.549 €.

### Activitats econòmiques
Dels 17 establiments que hi havia el 2007, 2 eren d'empreses extractives, 7 d'empreses de construcció, 3 d'empreses de comerç i reparació d'automòbils, 1 d'una empresa d'hostatgeria i restauració, 1 d'una empresa d'informació i comunicació, 1 d'una empresa financera i 2 d'empreses de serveis.
Dels 7 establiments de servei als particulars que hi havia el 2009, 2 eren fusteries, 1 lampisteria, 2 electricistes, 1 empresa de construcció i 1 restaurant.
L'any 2000 a Loisy hi havia 5 explotacions agrícoles.

## Equipaments sanitaris i escolars
El 2009 hi havia una escola elemental integrada dins d'un grup escolar amb les comunes properes formant una escola dispersa.

## Poblacions més properes
El següent diagrama mostra les poblacions més properes.